# 페르구스 1세 모르
페르구스 모르 막 에르크(고대 아일랜드어: Fergus Mór mac Eirc, 스코틀랜드 게일어: Fergus Mòr Mac Earca: 4??년-501년경)는 5세기 달 리어타의 왕이었다고 전해지는 반전설적 인물이다. 에르크 막 오하드의 아들이며 고프라드 막 페르구사의 아버지라고 전한다.
그 실재성은 불분명하지만, 중세 시기부터 페르구스를 스코틀랜드의 창업군주로 여기는 만들어진 전통이 형성되어 스코틀랜드의 국민신화의 근간을 이루었다. 키나드 1세 막 알핀 때부터 스코트인의 왕들은 모두 페르구스 모르의 후손을 자칭했다.

## 같이 보기
- 알바 왕국의 기원